# Елесин, Михаил Васильевич
Михаил Васильевич Елесин (1918—1952) — младший сержант Рабоче-крестьянской Красной Армии, участник Великой Отечественной войны, Герой Советского Союза (1943).

## Биография
Михаил Елесин родился в 1918 году в селе Ельцовка (ныне — Ельцовский район Алтайского края). Получил начальное образование, после чего работал в Ельцовке в артели «Красный кустарь». В 1941 году Елесин был призван на службу в Рабоче-крестьянскую Красную Армию. Окончил Кемеровскую школу младших командиров. С июня 1942 года — на фронтах Великой Отечественной войны. Принимал участие в боях на Сталинградском, Воронежском, 1-м и 2-м Украинском фронтах. Участвовал в Сталинградской и Курской битвах, освобождении Украинской ССР. К осени 1943 года младший сержант Михаил Елесин командовал отделением 42-го стрелкового полка 180-й стрелковой дивизии 38-й армии Воронежского фронта.
6 сентября 1943 года во время боя за деревню Иваницкое Сумской области Елесин прорвался во вражескую траншею и в рукопашной схватке уничтожил около 10 солдат противника, а затем, преследуя отходящие вражеские части, забросал гранатами дом, в котором находились немецкие автоматчики. Также отделение Елесина приняло активное участие в боях за освобождение сёл Смелое и Великие Бубны Роменского района. В конце сентября 1943 года оно вышло к Днепру к северу от Киева. 7 октября 1943 года отделение Елесина переправилось через Днепр в районе села Лютеж Вышгородского района Киевской области. 10 октября 1943 года в районе села Новые Петровцы Елесин принимал активное участие в захвате высоты 141,4 и отражении контратак противника, уничтожив большое количество вражеских солдат и офицеров.
Указом Президиума Верховного Совета СССР от 29 октября 1943 года за «мужество и героизм, проявленные при форсировании Днепра и в боях на плацдарме» младший сержант Михаил Елесин был удостоен высокого звания Героя Советского Союза с вручением ордена Ленина и медали «Золотая Звезда» за номером 4500.
Участвовал в освобождении Киева, Корсунь-Шевченковском, Уманско-Ботошанской операциях, освобождении Молдавской ССР, Румынии, Венгрии, Австрии, Чехословакии. В августе 1945 года Елесин был демобилизован. Вернулся на родину. Умер 10 июня 1952 года, похоронен на Булыгинском кладбище Барнаула.
Был также награждён рядом медалей.
В честь Елесина назван переулок в Ельцовке, установлен памятник в Барнауле.